# Mabyan (huyện)
Huyện Mabyan là một huyện thuộc tỉnh Hajjah, Yemen. Đến thời điểm năm 2003, huyện này có dân số 50732 người